# Iuri Zubritski
Iuri Aleksandrovich Zubritski em russo:  Ю́рий Алекса́ндрович Зубри́цкий (Barabinsk, Novosibirsk, 8 de julho de 1923 - Moscou, 24 de março de 2007), Foi um cientista ruso latinoamericanista, focado nos estudos indígenas, poeta, tradutor, professor e pesquisador principal do Instituto da América Latina da Academia de Ciências da Rússia. Doutor honoris causa da Universidade de Lima, foi condecorado com a Ordem ao Mérito por Serviços Distinguidos, em Peru.

## Biografia
Graduado da escola secundária, lutou contra a invasão nazista como voluntário aos 18 anos e participou como combatente na Grande Guerra Patriótica durante três anos, em várias frentes da Bielorrússia. Se formou no Instituto Estatal de Relações Internacionais de Moscou, em 1951. Ensinou História da América Latina na Universidade da Amizade dos Povos Patricio Lumumba. Defendeu sua tese de doutorado em maio de 1970. Trabalhou no Instituto ds América Latina da Academia de Ciências, onde dirigiu a seção dos países andinos.
Escreveu análises sobre as relações étnicas e os movimentos sociais das etnias, as nacionalidades indígenas e as nações na América Latina. Segundo Ileana Almeida, Zubritski planteou em Otavalo, Equador, em 1977, a ideia de um estado plurinacional que considerara os indígenas como povos que têm conservado suas línguas, culturas, territorios e memória histórica e que têm direito à liberdade política, à autonomia, a se governar por si mesmos e não deixar que outros o façam por eles.
Advogou para pôr em prática a normalização do idioma quechua e por acordar um alfabeto normativo unificado, um vocabulario normativo unificado e uma gramática quechua normativa unificada.
Foi um promotor da cultura e da língua quechua na União Soviética e na Russia. Se considera que foi o primeiro russo que dominou o idioma quechua; traduziu ao russo muitas obras clássicas da literatura incaica e quechua.
Graças a seus esforços, a Rádio de Moscou começou a transmitir regularmente em quechua desde 1964. Durante 20 anos foi o chefe do serviço de transmissão em idiomas indígenas da Rádio de Moscou e frequentemente transmitia no ar. As gravações de seus programas estão guardadas na biblioteca de música da emissora.
Durante muitos anos esteve impulsionando a ideia de organizar uma expedição na busca da cidade de Paititi, onde supostamente os incas esconderam seus tesouros depois da conquista do Tawantinsuyu pelos espanhóis.